# Draga (Vorname)
Draga ist ein weiblicher Vorname mit slawischen Wurzeln.

## Etymologie
Der Name kommt aus dem slawischen drag (‚lieb‘, ‚teuer‘) und bedeutet ‚Geliebte‘, ‚Liebste‘, ‚Schatz‘.
Es kann sich um die weibliche Form von Dragan handeln oder um eine Kurzform von Drahoslava oder Dragana.

## Namensträgerinnen
- Draga Ahačič (* 1924), slowenische Schauspielerin und Schriftstellerin
- Draga Balena (* 1947), österreichische Komponistin, Sängerin und Texterin
- Draga Matković (1907–2013), tschechisch-serbisch-deutsche Pianistin
- Draga Mašin (1867–1903), serbische Königin
- Draga Olteanu Matei (1933–2020), rumänische Schauspielerin
- Draga Stamejčič (1937–2015), jugoslawische Athletin